# Helia homopteridia
Helia homopteridia är en fjärilsart som beskrevs av William Schaus 1912. Helia homopteridia ingår i släktet Helia och familjen nattflyn. Inga underarter finns listade i Catalogue of Life.